# Dock Tarn
Der Dock Tarn ist ein See im Lake District, Cumbria, England. Der See liegt östlich des Ortes Rosthwaite im Watendlath Fell. Der See hat drei kurze unbenannte Zuflüsse. Zwei Zuflüsse kommen aus nördlicher Richtung und einer aus dem Süden. Der Willygrass Gill ist sein Abfluss im Südwesten.